# Gillis van Coninxloo

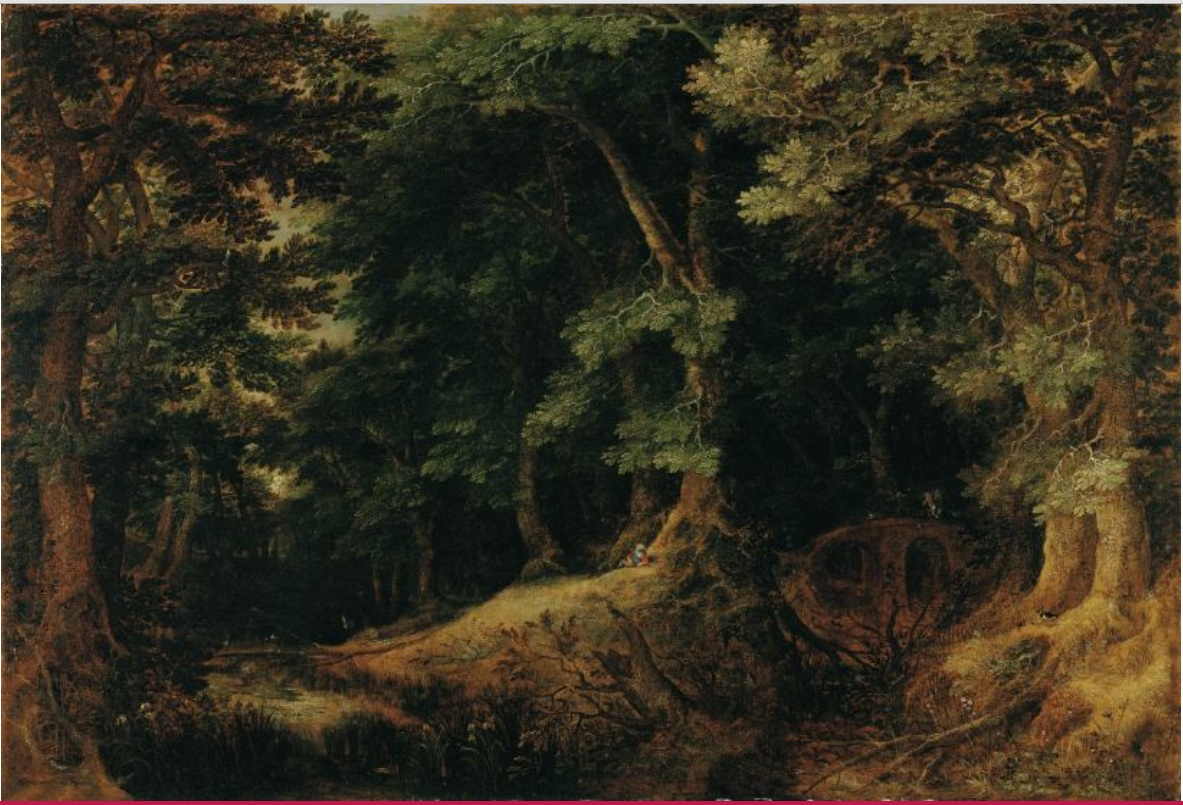
Paisaje boscoso, 1598. óleo sobre tabla, 42 x 61 cm, Vaduz, Colección Liechtenstein.

Gillis van Coninxloo (Amberes, 1544 -Ámsterdam, 1607) fue un pintor flamenco especializado en la pintura de paisaje, a la vez que el más importante maestro de la llamada escuela de Frankhental, por la ciudad alemana en la que hubo de refugiarse por razones religiosas tras la caída de Amberes en poder de las tropas españolas en 1585, hasta que en 1595, se vio obligado a abandonar también Frankhental para establecerse en Ámsterdam.
Van Coninxloo, considerado por Karel van Mander el más importante paisajista de su tiempo, renovó la tradicional pintura de paisaje, que él concibió como una interpretación idealizada de la naturaleza, lo que iba a permitir un acercamiento al paisaje más natural. Distanciándose de los llamados «paisajes del mundo» de Joachim Patinir y Pieter Brueghel el Viejo, con sus elevados horizontes y su visión panorámica, Coninxloo optó por la selección de pequeños fragmentos de naturaleza llevados al primer plano, como se ve en el Paisaje boscoso fechado en 1598 (Vaduz, príncipe de Liechtenstein).  
Entre sus discípulos y seguidores de la escuela de Frankhental destacaron Pieter Schoubroeck y Anton Mirou.